# Durlach
Durlach è il più grande quartiere della città tedesca di Karlsruhe. 
In passato Durlach era una città indipendente ed era la capitale del Margraviato di Baden-Durlach. Fu annessa a Karlsruhe nel 1938.

## Geografia fisica
Il quartiere si trova a est di Karlsruhe in uscita Pfinztals e va dalla valle del Reno nel Kraichgau e nel nord della Foresta Nera. La montagna di Durlach è la montagna sulla cui sommità vi sono i resti di un castello. Proprio accanto al castello c'è Sportschule Schöneck, che a volte è utilizzata dalla nazionale di calcio tedesca, come un campo di addestramento per prepararsi per le partite internazionali.

## Storia
I conti di Hohenberg costruirono nell'XI secolo la torre del castello sulla montagna e lo ampliarono nel XII secolo.
Si ritiene che l'imperatore Enrico VI abbia fondato un villaggio sul sito di un precedente insediamento sul distretto di Grötzinger.
Durlach fu concessa dall'imperatore Federico II al margravio Ermanno V di Zähringen, ma poi venne dato a Rodolfo d'Asburgo.
Nel 1565 venne scelta da Carlo II come residenza dei sovrani di Baden-Durlach, e ha mantenuto questa distinzione anche se è stato quasi totalmente distrutta dai francesi nel 1689.
Carlo III Guglielmo decise che aveva bisogno di più spazio, ciò portò alla fondazione di Karlsruhe, nel 1715, che tre anni più tardi divenne la nuova capitale fino a quando lo stato è stato fuso nel Granducato di Baden.
Nel 1846 fu sede di un congresso del partito liberale del parlamento di Baden. Nel 1849 fu teatro di un incontro tra i prussiani e gli insorti.
Nel 1938 è stata incorporata in Durlach-Karlsruhe, divenne più grande, con la quale è collegata da un canale e un viale di pioppi, sulla riva sinistra del Pfinz, ai piedi del Turmberg.
Durante la seconda guerra mondiale furono uccise 329 persone.

## Economia
Durlach ospitò diverse fabbriche, per la produzione di macchine da cucire (Pfaff), spazzole, prodotti chimici, tabacco, birra, aceto, cicoria e organi a canne. Ora la maggior parte della produzione è sparito, tranne del produttore di omeopatia e integratori alimentari. Aziende IT hanno preso il loro posto, il più grande Fiducia IT AG, fornisce servizi bancari per la maggior parte delle banche cooperative di credito tedesche.

## Cultura e le attrazioni
Attrazioni importanti sono:

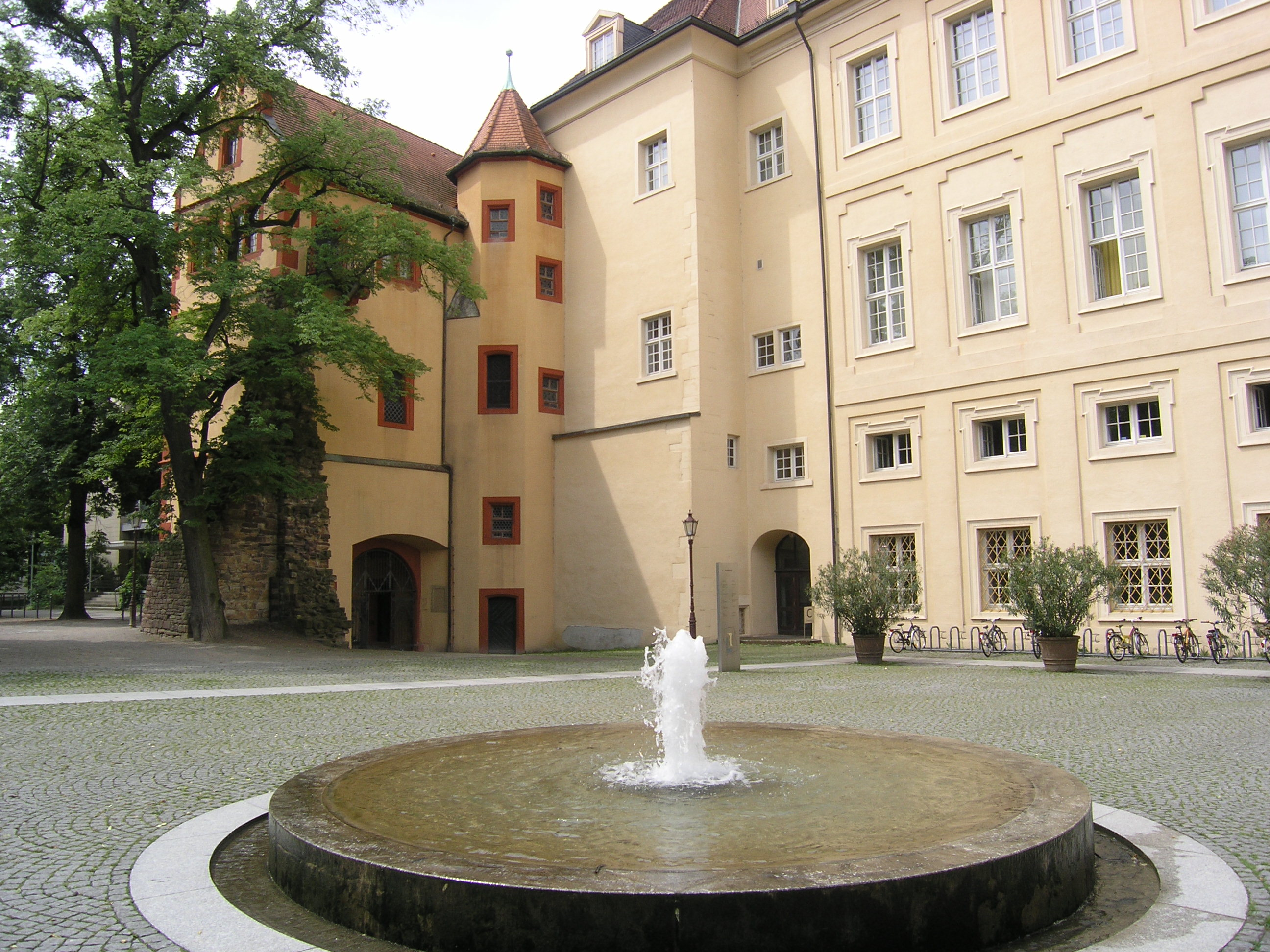
Castello Karlburg.

- Castello di Karlsburg in centro, eretto nel 1565 e successivamente utilizzato come caserma;
- musei;
- antico municipio;
- chiesa con un eccellente organo;
- nella piazza del mercato vi è una statua del margravio Carlo II;

Il Turmberg è una collina ricoperta di vigneti. Sulla parte superiore del Turmberg si trovano le rovine di un castello con una torre di guardia. La torre di guardia, in particolare, offre belle vedute del Karlsruhe. Nelle giornate molto chiare è possibile vedere il Vosgi.
Il fiume Reno è il confine tra la Germania e la Francia. Da sud a est offre una bellissima vista sulla Foresta Nera. Una scala conduce a tutte le strade dal fondo della collina verso l'alto, ma si può anche salire con il Turmbergbahn, una storica funicolare.

## Mezzi di trasporto
Con l'uscita autostradale di Karlsruhe-Durlach della A5, il quartiere è collegato direttamente alla rete autostradale tedesca. Altri svincoli autostradali possono essere facilmente raggiunte: Karlsruhe e Karlsruhe-Nord (AS 45).
La stazione ferroviaria di Durlach punto di transizione e le linee di tram e la metropolitana leggera collegano il centro con il resto della città.